# 권갑용
권갑용(權甲龍, 1957년 10월 3일 ~ 2023년 1월 23일)은 대한민국의 바둑 기사이다. 9단. 그가 운영하는 권갑용 바둑 도장은 이세돌, 최철한, 박정환 등 쟁쟁한 바둑 기사들을 길러내 한국 3대 바둑 도장의 하나로 꼽힌다. 딸 권효진과 사위 웨량도 바둑 기사이다. 둘째 딸은 권효영이다. 부인은 박옥주(朴玉珠)이다.

## 생애
1975년 프로 입단. 1995년 6단. 2003년 7단. 2004년 제4회 돌씨앗배 프로시니어기전 3위. 2021년 2월 22일 9단 승단. 2012년 6월 22일 제6기 지지옥션배 본선 진출.

## 바둑 도장
1983년 권갑용 바둑교실을 열어, 1987년부터 프로 기사를 길러내는 것을 목적으로 한 도장을 운영했다. 1989년 첫 프로 기사로서 박승문을 배출했고, 그 후 김민희, 윤영선, 이정원, 이세돌, 최원용, 최철한, 원성진, 백홍석, 이영구, 윤준상, 강동윤, 김지석, 윤영선, 김성진, 박정환, 김대용  등 기사를 배출했다. 2009년에는 출신 기사 43명, 문하생 단 합계 2003년 100단, 2009년 200단, 2012년 250단을 돌파했다. 허장회, 김원 바둑 도장과 함께 3대 도장의 하나로 불리며 그중에서도 최대 실적을 올리고 있다.

## 수상
- 1993년 바둑문화상 특별공로상 수상.

## 가족 관계
- 배우자: 박옥주(1958년 ~ )
  - 장녀: 권효진 (1982년 3월 27일 ~ ) - 부녀 바둑기사
    - 사위: 웨량(1982년 ~ ) - 중국의 프로 바둑 기사

  - 차녀: 권효영(1984년 ~ )

## 같이 보기
- 프로 바둑 기사